# براین پیلکینگتون
براین پیلکینگتون (به انگلیسی: Brian Pilkington) (زادهٔ ۱۲ فوریه ۱۹۳۳ – درگذشته ۷ فوریه ۲۰۲۰) بازیکن فوتبال اهل کشور انگلستان بود که سابقهٔ بازی در تیم ملی فوتبال انگلستان را در کارنامهٔ خود دارد. وی در تاریخ ۲ اکتبر ۱۹۵۴ تنها بازی ملی خود را در مقابل تیم ملی فوتبال ایرلند شمالی انجام داد.